# Amylofungus globosporus
Amylofungus globosporus är en svampart som först beskrevs av N. Maek., och fick sitt nu gällande namn av Sheng H. Wu 1997. Amylofungus globosporus ingår i släktet Amylofungus och familjen Peniophoraceae.   Inga underarter finns listade i Catalogue of Life.